# Allophylus grossedentatus
Allophylus grossedentatus är en kinesträdsväxtart som först beskrevs av Porphir Kiril Nicolai Stepanowitsch Turczaninow, och fick sitt nu gällande namn av F.-villar. Allophylus grossedentatus ingår i släktet Allophylus och familjen kinesträdsväxter. Inga underarter finns listade i Catalogue of Life.